# Gut Karlshöhe
Koordinaten: 53° 37′ 49,3″ N, 10° 6′ 36,8″ O

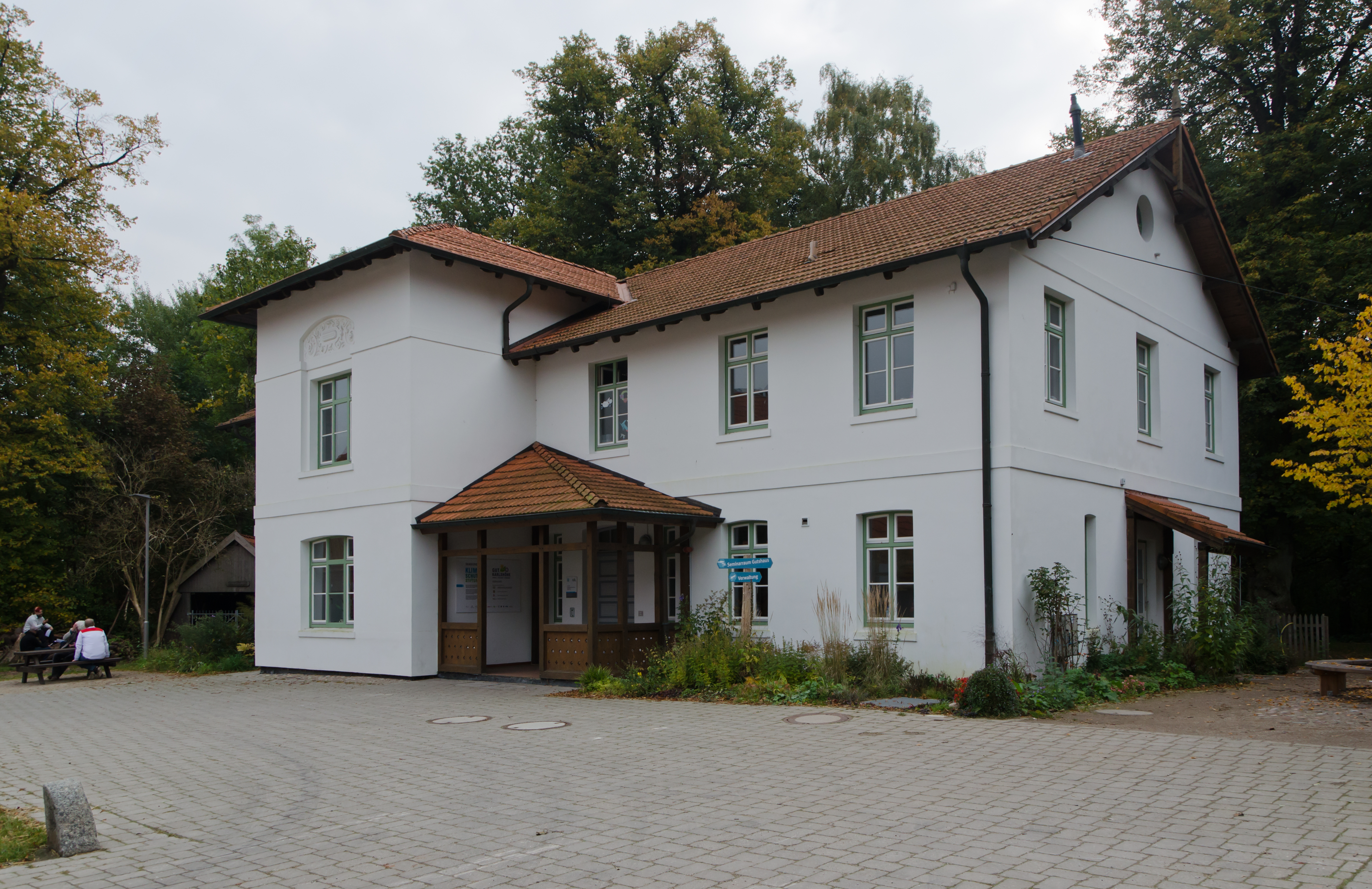
Gutshaus Karlshöhe

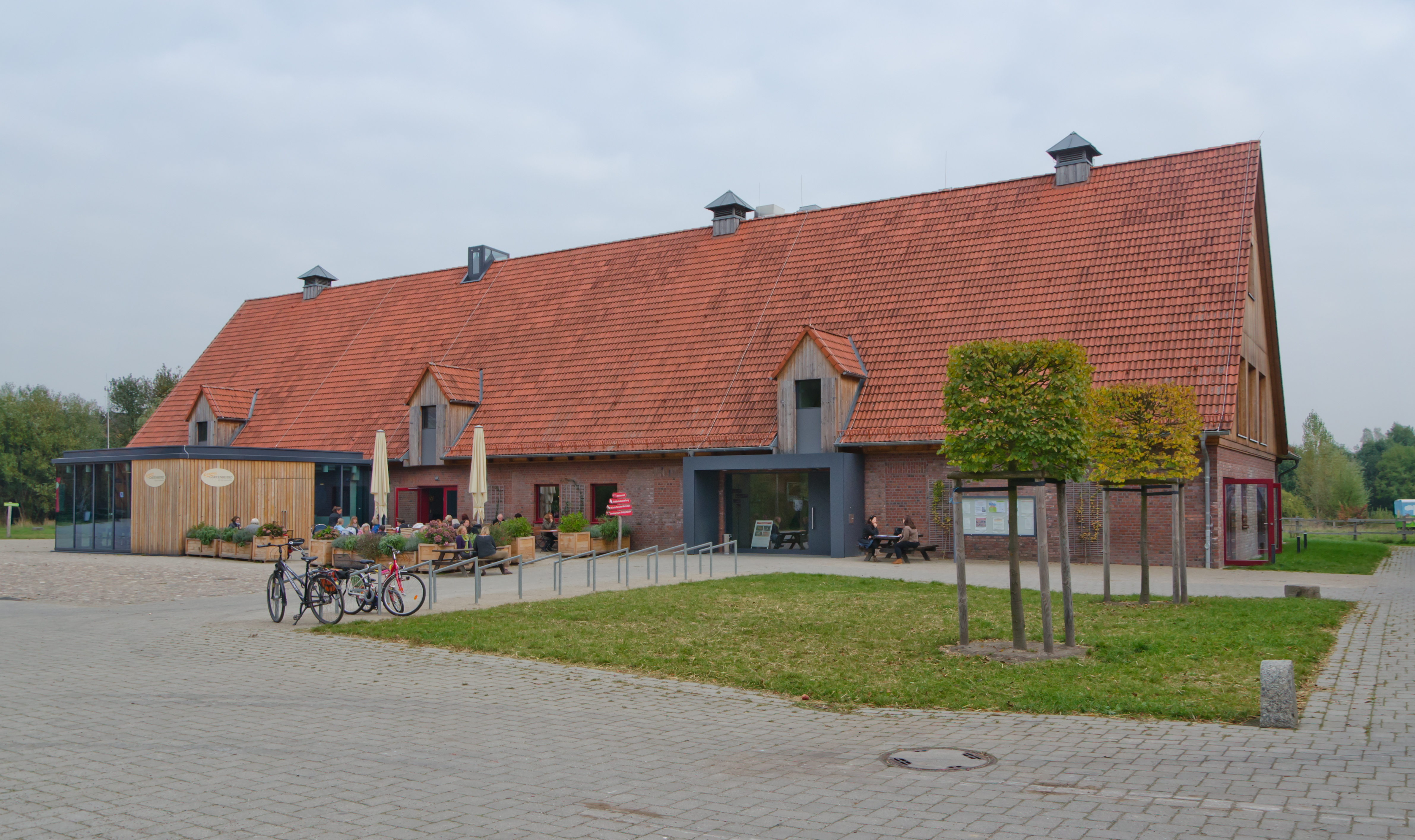
Früherer Stall mit Ausstellung und Bistro

Gut Karlshöhe wurde 1850 als Bauernhof errichtet, war Hamburger Staatsgut und ist heute Hamburger Umweltzentrum und Sitz der Hamburger Klimaschutzstiftung.

## Geschichte
Das Gelände des heutigen Gutes hieß früher Bramfelder Höhe. Etwa ab 1850 machte Carsten Reimers  das Gebiet urbar und beantragte die Umbenennung in Carlshöhe. Später kaufte Johann Heinrich Schröder, der 1844 bereits das Gut Berne erworben hatte, das Gut Carlshöhe und nutzte es als Geflügelfarm.
Nach seinem Tod gelangte Carlshöhe zusammen mit dem Teilen des Guts Berne in den Besitz eines Grundstückskonsortiums. 1919 erwarb Hamburg das Gut Carlshöhe und baute es zum Staatsgut und einer Lehranstalt für Geflügelwirtschaft mit einem sogenannten „Wettlegehof“ aus. Dem Farmsener Werk- und Armenhaus diente das 750 Hektar umfassende Gut als Arbeitsstätte. Der Name Carlshöhe wurde 1931 in Karlshöhe geändert. In den 1960er Jahren wurden vorher zum Gut gehörende Flächen mit Wohnhäusern bebaut. In den 1970er Jahren endete wegen fehlender Rentabilität die landwirtschaftliche Nutzung und das Gut verfiel.
1986 gründete sich der Trägerverein Umweltzentrum Karlshöhe und der Senat und die Bürgerschaft beschlossen die Sanierung des Gutshauses. Die Fläche wurde um etwa 6 ha vergrößert und 1989 wurde das Umweltzentrum Karlshöhe eröffnet. Das Gut Karlshöhe wurde nun unter verschiedenen Namen und Trägern als Institution für Umweltbildung betrieben. Von 2001  bis 2007 hatte der BUND-Landesverband Hamburg die Trägerschaft inne. Seit 2007 ist das Gut wieder in den Händen der Stadt Hamburg und 2008 wurde von der Stadt Hamburg die Klimaschutzstiftung Hamburg gegründet, die seitdem die Trägerschaft übernommen hat. Am 19. August 2011 erfolgte die Umbenennung des „Umweltzentrums Karlshöhe“ in „Gut Karlshöhe“.

## Gegenwart
Das Gut umfasst heute ein Gebiet von etwa 9 Hektar. Über einen Rundweg ist das Gelände erschlossen. Zu besichtigen sind Beispiele unterschiedlicher Umwelttechnologien:
- eine 160 m² große Photovoltaikanlage aus 128 polykristallinen Modulen mit einer maximalen Leistung von 21,8 kWp auf der Scheune.
- ein gläsernes Energiehaus, das eine Brennstoffzelle, ein Blockheizkraftwerk, einen Pellet-Heizkessel und eine Solarthermie-Anlage zeigt
- ein teilweise im Boden versenkter, 4000 m³ Wasser fassender Multifunktionswärmespeicher
- ein System zur Regenwassernutzung und Wasseraufbereitung mittels Pflanzenkläranlage.

Außerdem findet man auf dem Gelände verschiedene Ökosysteme wie eine Schafweide, einen kleinen Wald, einen Bauerngarten und eine Streuobstwiese.
Im ehemaligen Gutshaus befindet sich die Verwaltung der Hamburger Klimaschutzstiftung und ein Seminarraum.
Das ehemalige Stallgebäude beherbergt heute im Erdgeschoss ein Bistro, eine kleine Markthalle und weitere Seminarräume. Im Obergeschoss gibt es eine Kinder-Forscher-Werkstatt und einen knapp 400 m² großen Veranstaltungsraum, die „grüne Bühne“.
Die ehemalige Scheune dient als Ort für Lesungen, Konzerte und andere Veranstaltungen, außerdem beherbergt sie eine Fahrradwerkstatt. 

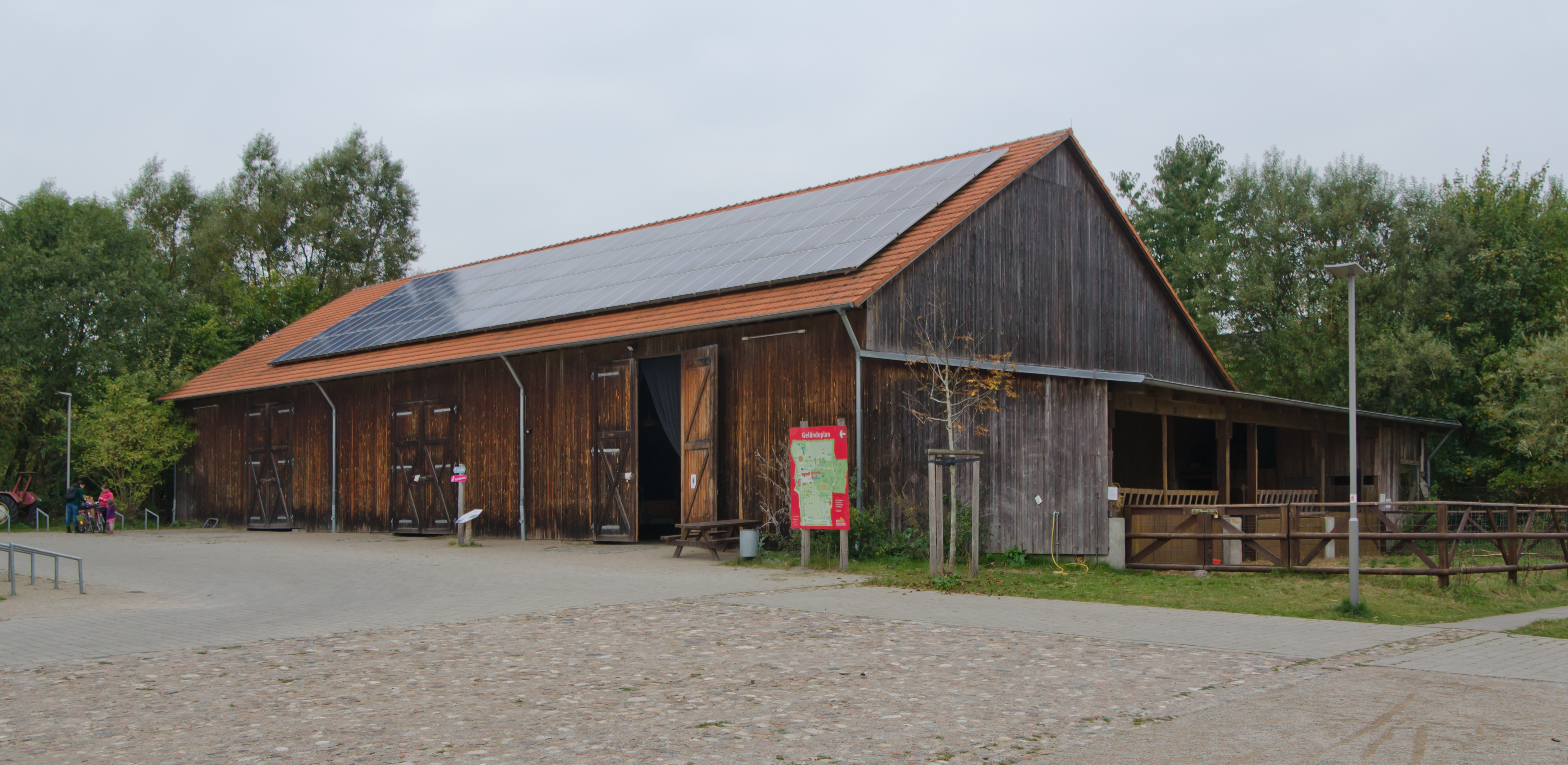
Scheune mit Photovoltaikanlage
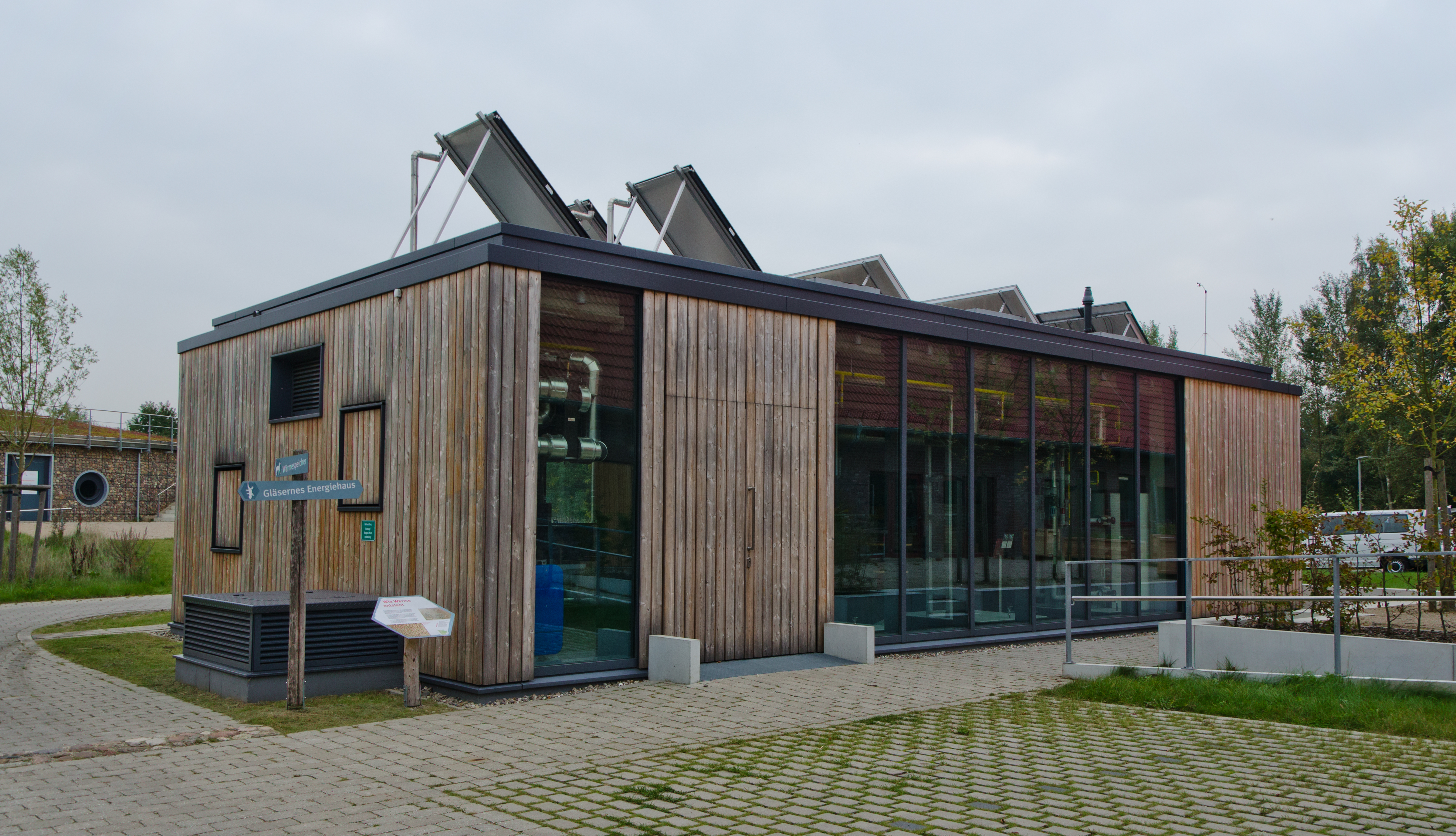
Energiehaus
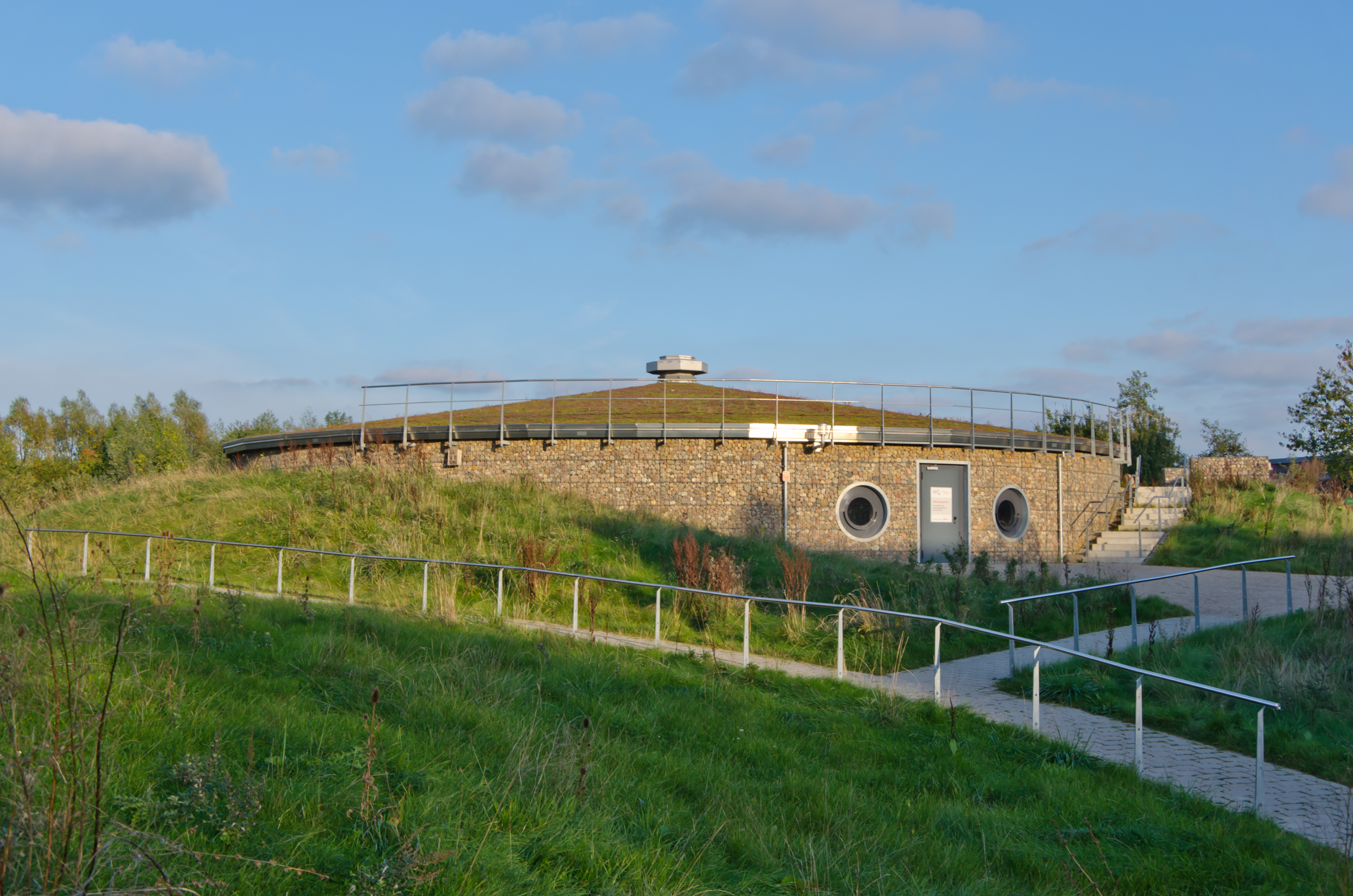
Wärmespeicher
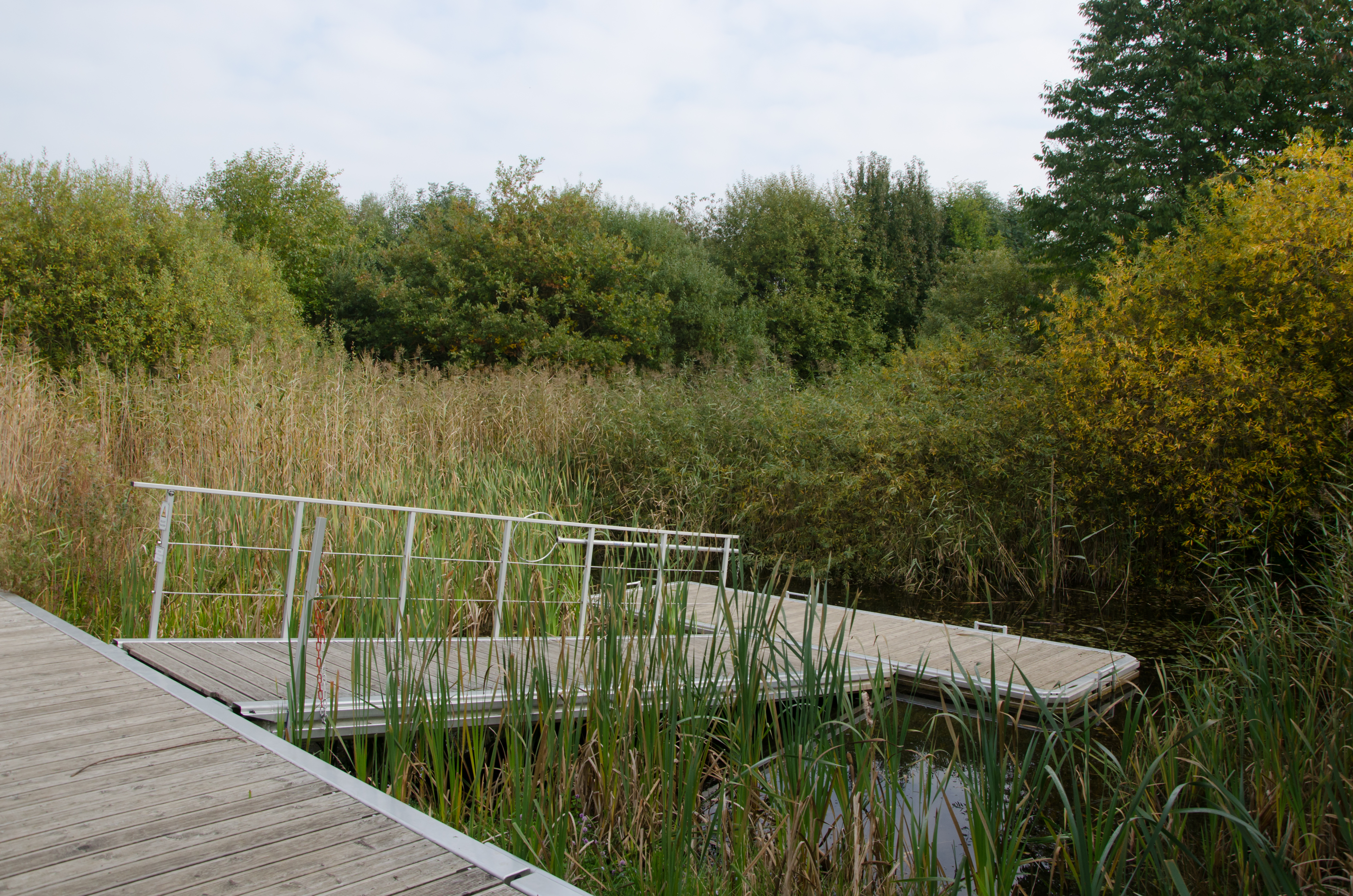
Teich als Teil der Pflanzenkläranlage

## Streuobstwiese

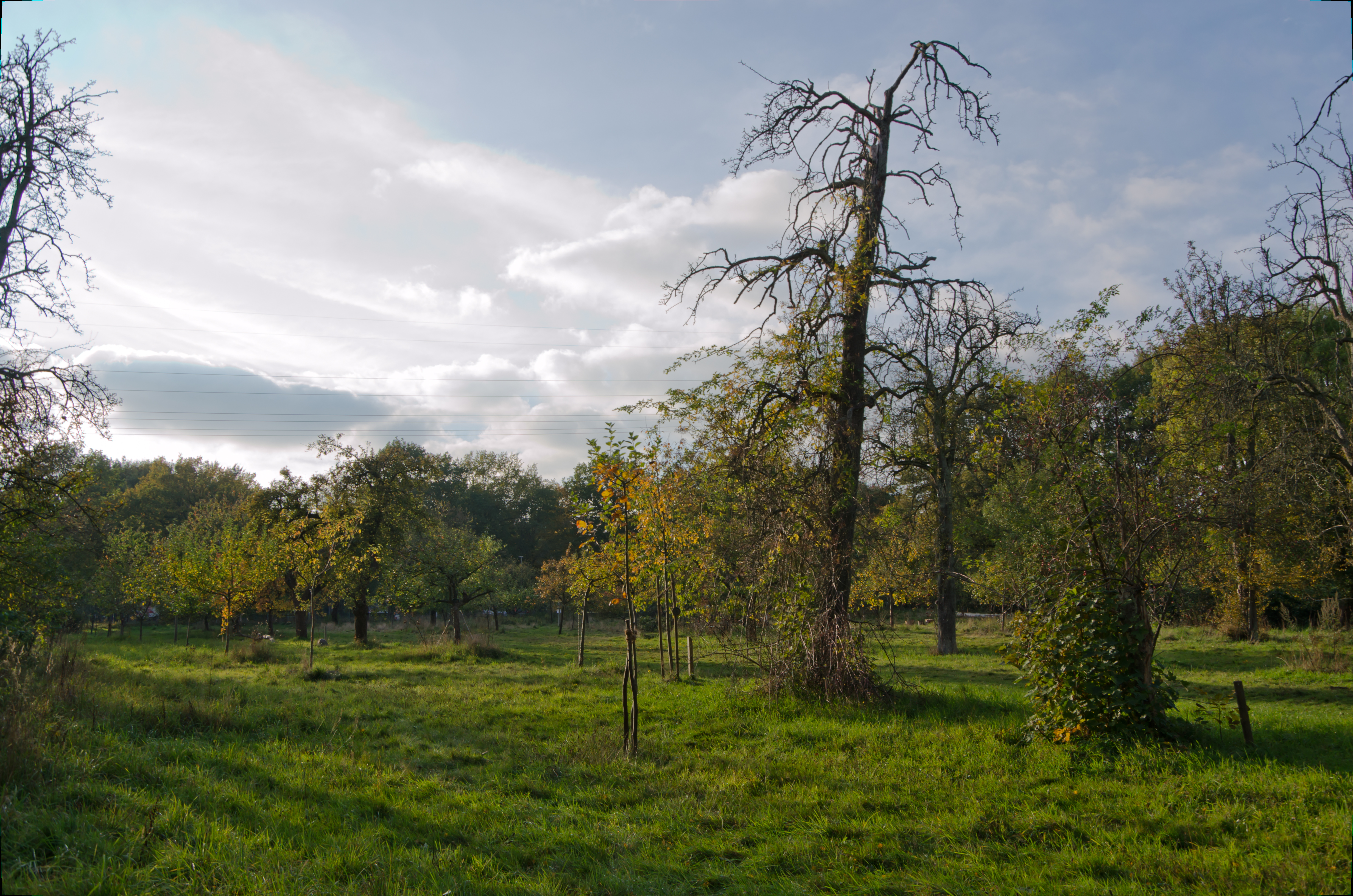
Streuobstwiese

Die Streuobstwiese wurde um das Jahr 1920 angelegt und sollte wahrscheinlich der Versorgung des Farmsener Werk- und Armenhauses dienen. Sie umfasst heute ein annähernd rechteckiges Gelände mit einer Ausdehnung von etwa 100 mal 120 Metern und bietet Raum für etwa 120 Apfel-, Birnen, Kirsch- und Pflaumenbäume. Zum Teil handelt es sich um sehr alte oder wenig verbreitete Sorten wie die Goldparmäne, den Altländer Pfannkuchenapfel oder den Roten Astrachan. Die ältesten Bäume der Sorte Köstliche aus Charneux stammen noch aus der Erstbepflanzung um das Jahr 1920.
Nach einer Untersuchung des BUND im Jahr 2011 leben auf dem Areal allein 61 xylobionte Käferarten, von denen 18 Arten auf der Roten Liste stehen.
Direkt neben der Streuobstwiese gibt es Bienenkästen für Honigbienen, Hornissen und vielfältige Nisthilfen für Wildbienen.